# Подбережский
Подбережский — разъезд в Грязовецком районе Вологодской области.
Входит в состав Вохтожского муниципального образования, с точки зрения административно-территориального деления — в Вохтогский сельсовет.
Расстояние по автодороге до районного центра Грязовца — 70 км, до центра муниципального образования Вохтоги — 10 км. Ближайшие населённые пункты — Лапино, Поповка, Родионово, Никольское.
По переписи 2002 года население — 4 человека.